# Raa

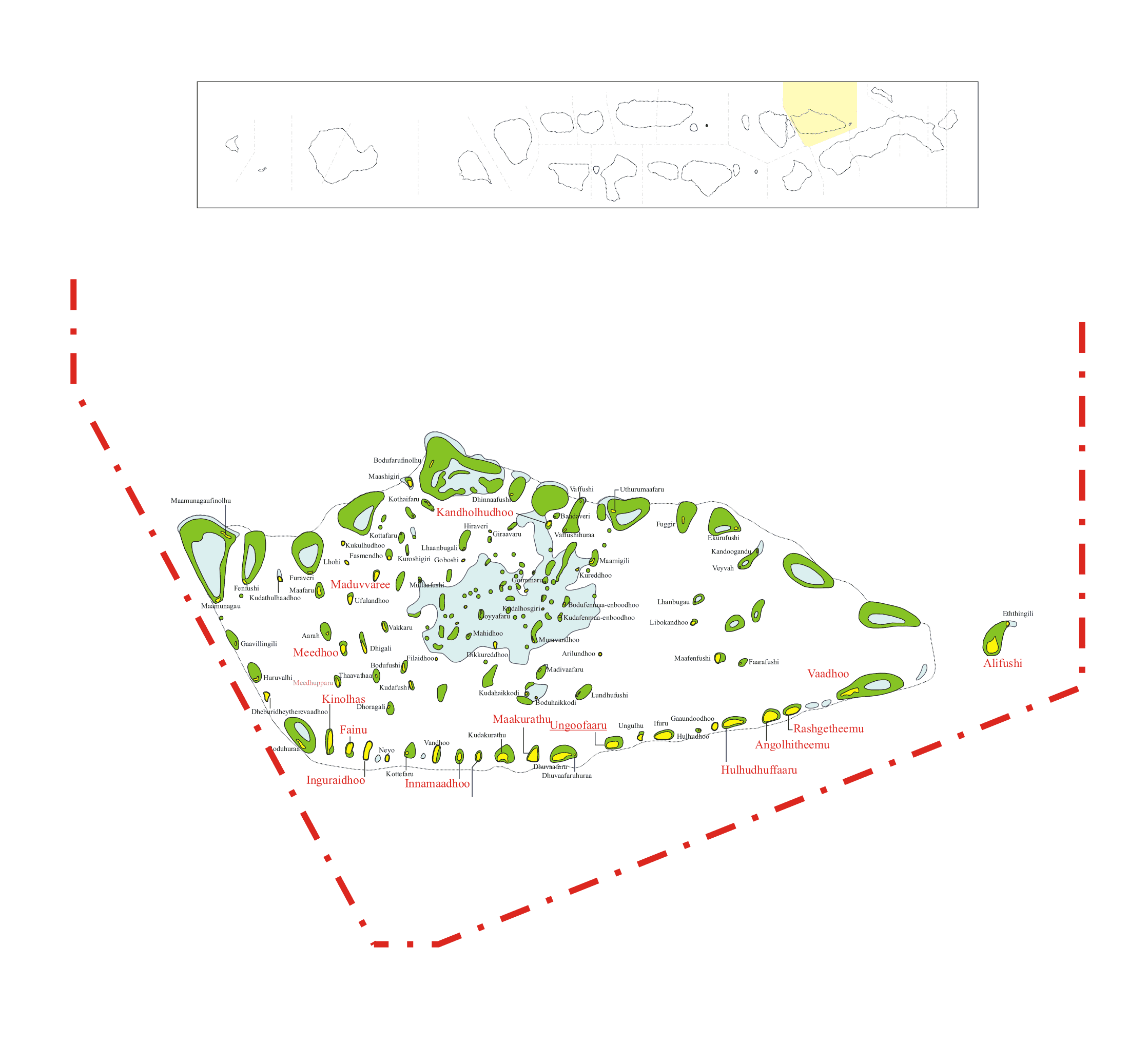
Mapa atolu

Raa je administrativní jednotka na Maledivách. Její hlavní město je Ungoofaaru. Skládá se z 88 ostrovů, z toho 15 je obydlených. Počet obyvatel je 15 483. Jednotku řídí Saud Abdulla.
Hlavní činností v regionu je turistický ruch, hlavně ostrov Meedhupparu.
Obydlené ostrovy:
- Alifushi
- Angolhitheemu
- Dhuvaafaru
- Fainu
- Hulhudhuffaaru
- Inguraidhoo
- Innamaadhoo
- Kinolhas
- Maakurathu
- Maduvvaree
- Meedhoo
- Rasgetheemu
- Rasmaadhoo
- Ungoofaaru
- Vaadhoo
- Kandholhudhoo

Za neobydlené ostrovy jsou považované i ty, kde jsou jen letiště a průmysl.